# Edward Mills Purcell
Pour les articles homonymes, voir Purcell.
Edward Mills Purcell, né le 30 août 1912 et mort le 7 mars 1997, est un physicien américain. Il est surtout connu pour ses travaux sur la résonance magnétique nucléaire dans les liquides et les solides. Félix Bloch et lui sont colauréats du prix Nobel de physique de 1952 « pour leur développement de nouvelles méthodes de mesures magnétiques nucléaires fines et les découvertes qui en ont découlé ».

## Biographie
Edward Mills Purcell est né dans l'Illinois ; ses parents, Edward A. Purcell et Mary Elizabeth Mills venaient tous les deux de l'Illinois. Il fut éduqué dans les écoles publiques de Taylorville et de Mattoon. Il a fait des études de génie électrique à l'université Purdue dans l'Indiana où il fut diplômé en 1933. Il s'intéressa ensuite à la physique, et obtint, par la gentillesse du professeur K. Lark-Horovitz, bien que non diplômé dans le domaine, la possibilité de participer à la recherche expérimentale dans la diffraction des électrons. 
À la suite d'un échange d'étudiant, il partit pendant un an à Hochschule, dans le comté de Karlsruhe, en Allemagne afin d'étudier sous la direction du professeur W. Weizel (en). Il retourna aux États-Unis en 1934 pour entrer à l'Université Harvard où il obtint son doctorat en 1938. Il se maria en 1937 avec Beth C. Busser et ils eurent deux fils, Dennis et Frank. 
Après avoir travaillé durant la Seconde Guerre mondiale au Laboratoire des radiations du Massachusetts Institute of Technology au développement de radars micro-ondes, Purcell effectua sa carrière de chercheur à Harvard. En 1945, il découvrit la résonance magnétique nucléaire (RMN) avec l'aide de ses étudiants, Pound et Torrey. La RMN, en plus de permettre la détermination de la structure de molécules ou de matériaux, est à la base de l'imagerie par résonance magnétique (IRM), l'une des plus importantes avancées du XXe siècle dans le domaine de la médecine. 
Il devint professeur de physique en 1949. En 1952, Purcell partagea le prix Nobel de physique avec Felix Bloch « pour leur développement de nouvelles méthodes de mesures magnétiques nucléaires fines et les découvertes qui en ont découlé ».
Purcell effectua également des découvertes dans le domaine de l'astronomie et fut le premier à détecter les émissions radio de l'hydrogène galactique, ce qui fournit la première « image » des bras de la spirale de la Voie lactée. Cette technique est toujours une des plus importantes techniques de la radioastronomie. Il eut d'autres contributions à la physique du solide, avec notamment l'étude de la relaxation de spin, la relaxation magnétique nucléaire et la température de spin négative. Il fut l'un des premiers avec Norman Foster Ramsey à remettre en question la symétrie CP en physique des particules.
Il fut conseiller scientifique des présidents Dwight D. Eisenhower, John F. Kennedy, et Lyndon B. Johnson. Il fut également président de l'American Physical Society, membre de l'American Philosophical Society, la National Academy of Sciences et l'American Academy of Arts and Sciences.

## Distinctions et récompenses
Purcell a été le lauréat d'un grand nombre de récompenses. Il reçut en 1979 la National Medal of Science et en 1988, le prix Beatrice M. Tinsley.
Edward Mills Purcell est devenu membre étranger de la Royal Society le 29 juin 1989.

## Publications
Purcell est l'auteur de Electricity and Magnetism (1963) — Volume 2 of the Berkeley Physics Course. Ce texte est considéré comme l'un des meilleurs ouvrages d'introduction aux domaines de l'électricité et du magnétisme, et est toujours utilisé dans de nombreuses universités.
Le physicien a mis au jour l'effet râteau, un biais cognitif.